# Länsväg Z 998

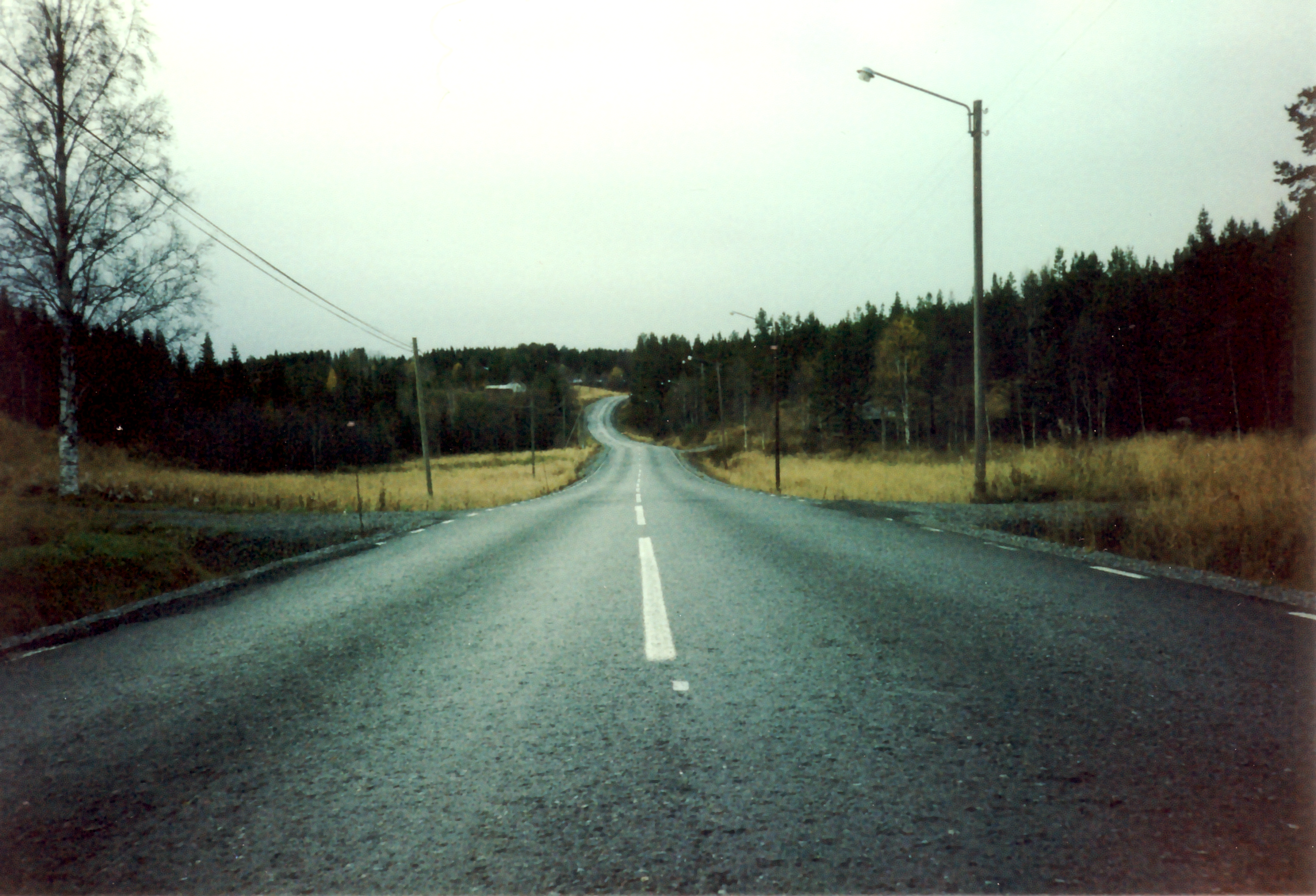
Länsväg Z 998 norrut på gränsen mellan Västertåsjö och Högnäset.

Länsväg Z 998 är en övrig länsväg i Tåsjö socken, Jämtlands län, börjar i Väster-Hoting vid E45, följer mestadels Tåsjöns norra strand och slutar cirka 49 kilometer längre norrut vid gränsen mellan Jämtlands och Västerbottens län i Norråker varefter Länsväg AC 1055 fortsätter norrut. Hela sträckan är sedan 1990-talet asfalterad, något invånarna i norra Tåsjödalen kämpat för i flera årtionden då vägen tidvis varit ofarbar. På Idéstugan i Norråker finns en klippbok med notiser och artiklar om vägen. Vägen är slutsträckan av Bävervägen. Länsväg Z 1005 börjar vid Z 998 vid Viken och slutar vid Z 998 i Brattbäcken. Länsväg Z 1002 börjar vid Z 998 vid Tåsjöedet, följer Tåsjöns södra sida mot nordväst och slutar vid Z 998 i Norråker. Länsväg Z 1004 börjar vid Z 998 vid Kyrktåsjö och slutar vid Granbergsvägen.